# Niels Olsen (Schauspieler)
Niels Olsen (* 8. März 1960 in Aarhus, Dänemark) ist ein dänischer Schauspieler.

## Leben
Niels Olsen absolvierte 1987 erfolgreich sein Schauspielstudium an der Statens Scenekunstskole. Nach einigen Jahren als Kleinkünstler und am Theater begann er Anfang der 1990er-Jahre regelmäßig in Film- und Fernsehproduktionen wie Der schöne Badetag und Frech wie Krümel mitzuspielen. Insbesondere nach der Jahrtausendwende hat sich Olsen als Komödiendarsteller etablieren können. So spielt er die Hauptrolle des Vaters in der Filmreihe Vater hoch vier. Außerdem erhielt er für seine Darstellung des Niller in Susanne Biers Liebeskomödie eine Nominierung als Bester Hauptdarsteller für den Bodil und eine Auszeichnung als Bester Hauptdarsteller den renommierten Filmpreis Robert.
Neben seiner Schauspielerei tourte er in regelmäßigen Abständen mit dem Schauspieler Thomas Mørk gemeinsam als Cirkus Montebello durch Dänemark. Beide lernten sich bereits 1985 kennen und waren anfangs kleine Straßenkünstler, die sich ihr Studium mit dem Aufführen kleinerer Stücke verdienten. Mit den Jahren kam der Erfolg und nach mehreren Touren und Fernsehspecials wie 30 min. med Cirkus Montebello (2003) und Niels Olsen og Thomas Mørk (2010) sind sie nationale Größen in der dänischen Comedy-Branche. Außerdem erreichte er eine größere Bekanntheit als Mitglied des Komiker-Quartetts Ørkenens Sønner (Wüstenbewohner), das regelmäßig im Fernsehen übertragen wird. Seit 1994 ist er eines der vier Mitglieder, des in Dänemark sehr populären Kabarettes, wo er unter anderem zusammen mit den Schauspielern Henrik Koefoed, Søren Pilmark und Asger Reher auftritt.
Seit 1992 ist Olsen mit der Schauspielerin Joy-Maria Frederiksen verheiratet. Das Paar hat eine gemeinsame Tochter.

## Filmografie (Auswahl)
- 1991: Der schöne Badetag (Den store badedag)
- 1991: Frech wie Krümel (Krummerne)
- 1999: Der einzig Richtige (Den eneste ene)
- 2001: Sommer mit Onkel Erik (Min søsters børn)
- 2002: Die Kinder meiner Schwester im Schnee (Min søsters børn i sneen)
- 2002: Für immer und ewig (Elsker dig for Evigt)
- 2004: Brothers – Zwischen Brüdern (Brødre)
- 2005: Der Sonnenkönig (Solkongen)
- 2005: Vater hoch vier (Far til fire gi'r aldrig op)
- 2006: Das Genie und der Wahnsinn (Sprængfarlig bombe)
- 2008: Vater hoch vier – Jetzt erst recht! (Far til fire – på hjemmebane)
- 2010: Vater hoch vier – Japanisch für Anfänger (Far til fire – på japansk)
- 2011: Vater hoch vier – zurück zur Natur (Far til fire – tilbage til naturen)
- 2012: Vater hoch vier – Auf hoher See  (Far til fire – til søs)